# وسام البريحي
وسام البريحي (16 يوليو 1987-) ممثل أردني.

## حياته
درس التمثيل بشكل أكاديمي، وتخصص في التمثيل في الدراما التليفزيونية، ومن أهم مسلسلاته: نساء من البادية، بيارق العربا، الحسن والحسين، خيبر، رعود المزن.

## أعماله
- 2023: أكباد مهاجرة
- 2022: هند
- 2021: جلمود الصحاري
- 2021: لعبة الانتقام
- 2020: رياح السموم
- 2020: الخوابي
- 2019: صبر العذوب
- 2018: نوف
- 2018: شيء من الماضي
- 2017: تل السنديان
- 2017: العقاب والعفراء
- 2017: السلطان والشاة
- 2016: فضاء عضماء ج1
- 2016: الدمعة الحمراء
- 2015: حنايا الغيث
- 2014: رعود المزن
- 2014: الوعد ملحمة الحب والرحيل
- 2013: الماز
- 2013: زهر البنفسج
- 2013: خيبر
- 2013: زين
- 2012: توأم روحي
- 2012: ايام الخلود
- 2011: دموع القمر
- 2011: بيارق العربا
- 2011: الحسن والحسين
- 2010: النهر الحزين
- 2009: مهاجي الاجاويد
- 2009: قبائل الشرق
- 2009: سامحونا بنحبكو
- 2008: من نبع الحياة
- 2008: نساء من البادية
- 2007: حليمات